# Oscar Giúdice
Alberto Oscar Toscano Giúdice (Buenos Aires, 1906 – 1974) was een Argentijns componist, muziekpedagoog en dirigent.
Giúdice ging na zijn muziekstudie als orkest- en koordirigent in de Argentijnse provincie Entre Ríos. Hij was ook dirigent van het Orquesta Sinfónica de Entre Riós.
Als componist schreef hij werken voor orkest en koren. Het bekendste werk is het  Salmo al Paraná (Psalm voor Paraná) uit 1938, waarin hij de revier en de Oost-Argentijnse stad muzikaal beschrijft.